# Paradrypetes
Paradrypetes es un género de plantas perteneciente a la familia Rhizophoraceae. Anteriormente estaba incluido en la familia Picrodendraceae.

## Especies
- Paradrypetes ilicifolia Kuhlm. 1935
- Paradrypetes subintegrifolia G.A.Levin